# Yuan Xinyue
Yuan Xinyue (chino: 袁心玥; pinyin: Yuán Xīnyuè; 21 de diciembre de 1996) es una jugadora de voleibol china.
Juega en la posición de atacante central. Forma parte de la selección femenina de voleibol de China y juega para el Bayi Shenzhen desde 2014.
Con 2,01 m, Yuan es la jugadora más alta en la historia del equipo chino de voleibol femenino. Su impresionante ventaja de altura le permite tener una presencia formidable en la red, y es considerada una de las jugadoras clave del equipo junto a sus compañeras de equipo Zhu Ting y Zhang Changning.

## Trayectoria
En 2016 representó a China en los Juegos Olímpicos de Río de Janeiro. El equipo ganó su tercera medalla de oro, después de las victorias en 1984 y 2004.

## Clubes
- Guangdong Evergrande (2013–2014)
- Bayi (2014–)
- Jiangsu (2018) (prestada)